# Jean-Pierre Frey
Jean-Pierre Frey (ur. 6 stycznia 1955 w Bazylei) – szwajcarski kierowca wyścigowy.

## Kariera
Frey rozpoczął karierę w międzynarodowych wyścigach samochodowych w 1982 roku od startów we Włoskiej Formule 3, gdzie jednak nie zdobywał punktów. W późniejszych latach pojawiał się także w stawce FIA World Endurance Championship, Formuły 3000, World Sports-Prototype Championship, IndyCar World Series, oraz IMSA Camel GTP Championship.
W Formule 3000 Szwajcar startował w latach 1986–1987 z francuską ekipą Équipe Dollop. Jednak nigdy nie zakwalifikował się do wyścigu.